# 제임스 미드
제임스 미드(James Edward Meade, CB, 1907년 6월 23일 ~ 1995년 12월 22일)는 영국의 경제학자이다. 국제 무역과 초국적 자본 이동의 이론에 대한 공로로 1977년 스웨덴의 베르틸 올린(Bertil Ohlin)과 함께 노벨 경제학상을 받았다.
1946년에서 1947년까지 노동당 정부의 수석 경제학자를 지내는 등 제2차 세계 대전을 전후해 영국 내각에서 일했다.

## 서훈
- 1947년 바스 훈장 3등급(CB)